# مغالطة تبديل محددات الكمية
تبديل محددات الكمية هو تبديل مواقع محددات الكمية (كل، بعض، لا...إلخ) في العبارة المستخدمة في صياغة إحدى المقدمات بنحو خاطئ. وذلك يعد من المغالطات المنطقية. ومن الصعب أحيانًا في حالة ارتكاب تلك المغالطة ملاحظة التغير في سجية المقولة وهي تصاغ باستخدام لغة بشرية مثل العربية أو الإنجليزية.

## التعريف الاصطلاحي
والحجة المغلوطة تأتي على الصورة:
لكل «أ» يوجد «ب» بحيث ينطبق عليه الشرط «ج». إذن فيوجد «ب» ينطبق عليه الشرط «ج» بالنسبة لجميع الأمثلة من «أ».
أو بصيغة مجردة:
{\displaystyle \forall x\,\exists y\,Rxy\vdash \exists y\,\forall x\,Rxy}
أما معكوس القياس السابق فهو صائب من ناحية منطقية، كما يلي:
{\displaystyle \exists y\,\forall x\,Rxy\vdash \forall x\,\exists y\,Rxy}

## أمثلة
1. لكل إنسان توجد امرأة، وتلك المرأة هي أمه. إذن فهنالك امرأة ما، وهي أم كل الناس. فمن الخطأ أن تفترض وجود امرأة بصفتها أم جميع البشر. ولكن إن صحت المقدمة الرئيسية (لكل إنسان أم)، فمن الصائب أن تقول: هنالك امرأة ما، وهي أم شخص ما.

1. لكل إنسان معتقد يعتنقه. إذن فهنالك معتقد ما يؤمن به كل الناس. من الخطأ أن تفترض وجود مفهوم معين يعتنقه جميع البشر. فكل إنسان يؤمن بمعتقد معين، ولكن من الجائز أن تكون كل هذه المعتقدات فريدة من نوعها.

1. لكل عدد صحيح «ن» يوجد عدد صحيح آخر يليه مباشرة «م = ن + 1». إذن فهنالك عدد ما «ك»، وهو العدد الذي يلي جميع الأعداد الصحيحة. فمن الخطأ أن تفترض وجود عدد صحيح واحد يلي جميع الأعداد الصحيحة.